# Ân Bình

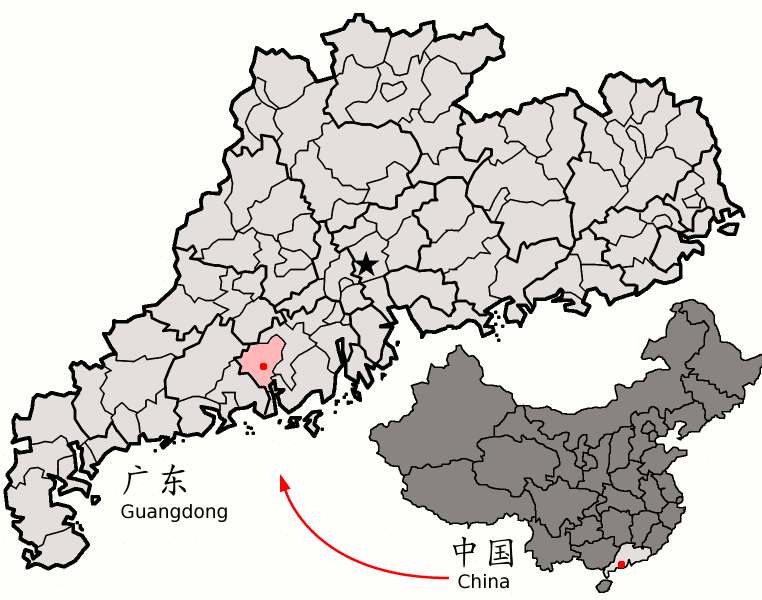
Ân Bình trong Quảng Đông

Ân Bình (chữ Hán giản thể:恩平市, âm Hán Việt: Ân Bình thị) là một thành phố cấp huyện thuộc địa cấp thị Giang Môn, tỉnh Quảng Đông, Cộng hòa Nhân dân Trung Hoa. Thành phố Ân Bình có diện tích 1698 km², dân số năm 2005 là 460.000 người. Thành phố Ân Bình có mã số bưu chính 529400, mã vùng điện thoại 0750. Ân Bình có nhiều suối nước nóng ở vùng nông thôn. Đơn vị hành chính này được thành lập năm 220 Công nguyên và được nâng cấp thành thành phố cấp huyện năm 1994.